# Jean Bourgknecht

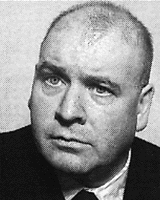
Jean Bourgknecht

Jean Bourgknecht (* 16. September 1902 in Freiburg, Schweiz; † 23. Dezember 1964 ebenda, heimatberechtigt in Freiburg) war ein Schweizer Politiker (KCV). Nach dem Studium war er zunächst als Rechtsanwalt tätig und präsidierte sowohl die Anwaltskammer des Kantons Freiburg als auch den Schweizerischen Anwaltsverband. Von 1950 bis 1959 amtierte er als Stadtammann von Freiburg, von 1951 bis 1955 sass er im Nationalrat und von 1956 bis 1959 im Ständerat. Ebenso war er ab 1956 Präsident der gesamtschweizerischen KCV (heutige CVP). Bourgknecht wurde 1959 in den Bundesrat gewählt und stand danach dem Finanz- und Zolldepartement vor. Krankheitsbedingt blieb er nur etwas mehr als zweieinhalb Jahre im Amt.

## Biografie

### Studium, Beruf und Familie
Sein Vater Louis war ein renommierter Rechtsanwalt, seine Mutter hiess Eugénie-Louise Wuilleret. Nach der Matura studierte Bourgknecht Rechtswissenschaft an den Universitäten Freiburg, Bern und Wien. Nach der Promotion im Jahr 1926 arbeitete er eine Zeitlang mit seinem Vater zusammen und übernahm schliesslich dessen Kanzlei. Er hatte daneben einen Lehrauftrag an der Universität Freiburg und sass im Verwaltungsrat mehrerer örtlicher Unternehmen. Von 1936 bis 1947 präsidierte er die Anwaltskammer des Kantons Freiburg, von 1937 bis 1941 auch den Schweizerischen Anwaltsverband. Seine erste Ehefrau Marguerite Guhl entstammte einer Industriellenfamilie und verstarb 1949. Zwei Jahre später heiratete Bourgknecht die Sekretärin Simone Modoux. Aus der ersten Ehe gingen zwei Söhne hervor, der ältere Sohn Louis war später als Bundesrichter tätig, der jüngere Jean-François wurde ebenfalls Politiker.

### Kantons- und Bundespolitik
Bourgknechts politische Karriere begann 1950 mit der Wahl zum Stadtammann von Freiburg. In diesem Amt, das er bis 1959 innehatte, gelang es ihm, die städtischen Finanzen zu sanieren und damit die Grundlage für den Ausbau der Infrastruktur zu schaffen. Ab 1951 war er auch im Nationalrat vertreten, verlor jedoch seinen Sitz vier Jahre später, da die Koalitionstaktik seiner Partei nicht aufgegangen war. 1956 wählte ihn der Grosse Rat stattdessen zu einem der beiden Freiburger Vertreter im Ständerat. Ab 1954 war Bourgknecht Vorstandsmitglied der Schweizerischen Konservativen Volkspartei (SKV), wobei man ihm eher dem katholisch-konservativen Flügel zurechnete. Nachdem er 1956 Parteipräsident geworden war, strebte er danach, mit einem moderaten Linksrutsch den grösser gewordenen christlichsozialen Flügel stärker einzubinden und so eine mögliche Parteispaltung zu verhindern. Als Folge davon benannte sich die SKV 1957 in Konservativ-Christlichsoziale Volkspartei (KCV) um.
Im Parlament beschäftigte sich Bourgknecht hauptsächlich mit der Finanzpolitik. Er reichte im Juni 1957 eine Motion ein, mit der er die Förderung wirtschaftlich schwächerer Kantone forderte. Dabei sollte der Bund nicht mehr wie bisher üblich direkte Subventionen entrichten, sondern einen gesetzlich geregelten Finanzausgleich zwischen den Kantonen schaffen. Das im Juli 1959 verabschiedete Bundesgesetz über den Finanzausgleich wurde stark durch Bourgknecht geprägt. Hingegen widersetzte er sich der direkten Bundessteuer, da er die Verminderung der kantonalen Steuereinnahmen befürchtete. Zur Finanzierung des Autobahnbaus befürwortete er 1958 die Erhöhung der Treibstoffabgaben.
Am 17. Dezember 1959 musste die Bundesversammlung gleich vier Vakanzen im Bundesrat besetzen. Zum Nachfolger von Philipp Etter wählte sie Bourgknecht, der im ersten Wahlgang 134 von 233 gültigen Stimmen erhielt. Ettore Tenchio und Roger Bonvin, zwei Vertreter des christlichsozialen Flügels, erhielten 44 bzw. 42 Stimmen; auf weitere Namen entfielen 13 Stimmen. Ausser Bourgknecht wurden auch sein Parteikollege Ludwig von Moos sowie die beiden Sozialdemokraten Willy Spühler und Hans-Peter Tschudi gewählt. Diese Viererwahl gilt als Geburtsstunde der von KCV-Generalsekretär Martin Rosenberg konzipierten «Zauberformel», welche die Zusammensetzung des Bundesrates nach einem festen Verteilschlüssel unter den vier grössten Parteien ermöglichte und bis 2003 Bestand hatte.

### Bundesrat
Bei seinem Amtsantritt am 1. Januar 1960 übernahm Bourgknecht die Leitung des Finanz- und Zolldepartements. Bei seiner Tätigkeit legte er grosses Gewicht auf die Wahrung der Finanzkraft der Kantone, auf Zurückhaltung bei neuen Ausgaben des Bundes und auf eine rigorose Finanzplanung. Ebenso strebte er danach, mit verschiedenen Massnahmen die Steuermoral der Bürger zu verbessern und Möglichkeiten zur Steuerhinterziehung einzuschränken. Getreu dem Parteiprogramm der KCV suchte er nach Möglichkeiten, stärkere Akzente in der Steuerpolitik zu setzen, wozu ihm die Finanzlage des Bundes aber wenig Spielraum liess. Schliesslich bemühte er sich, die Effizienz der Bundesbehörden zu steigern, indem er überzählige Stellen strich und eine Zentralstelle für Organisationsfragen der Bundesverwaltung schuf, mit deren Hilfe Kompetenzüberschneidungen zwischen einzelnen Bundesämtern beseitigt werden sollten.
Im Mai 1962 erlitt Bourgknecht einen heftigen Schlaganfall, woraufhin sich sein Gesundheitszustand rapide verschlechterte. Seinen Rücktritt per Ende September konnte er nicht mehr selber bekanntgeben. Die politischen Gremien drängten seine Ehefrau, ein Rücktrittsschreiben zu verfassen, in dem Bourgknechts Rücktritt aus dem Bundesrat auf Ende September 1962 erklärt wurde. Zwei Jahre später verstarb er an den Folgen einer unheilbaren Krankheit.